# Gerardo II di Gheldria
Gerardo detto il Lungo; in francese: Gérard II de Gueldre, dit le long (ultimo quarto secolo XI – prima del 1134) fu conte di Gheldria, dal 1129 circa e conte consorte di Zutphen, dal 1115 circa fino alla sua morte.

## Origine
Come attesta il documento n° 274, del 1112, Gerardo era il figlio maschio del conte di Gheldria, Gerardo di Wassenberg (Comes Gerhardus et filius eius Gerhardus) e di Clemenza d'Aquitania, che, sia secondo Le cartulaire de Marcigny-sur-Loire 1045-1144 (non consultato), sia secondo La comtesse Reine di Ad. Fabri era discendente dai conti di Poitiers e duchi 'Aquitania, figlia di Pierre-Guillaume VII, duca d'Aquitania e conte di Poitiers e della moglie, che, secondo il Chronicon sancti Maxentii Pictavensis, Chroniques des Eglises d'Anjou, era Ermesinda, di cui non si conoscono gli ascendenti (secondo lo storico francese), specializzato nella genealogia dei personaggi dell'Antichità e dell'Alto Medioevo, Christian Settipani era la figlia di Bernardo II, conte de Bigorre e della sua prima moglie, Clémence).
Gerardo di Wassenberg, secondo il Chronicon Sancti Huberti Andaginensis era figlio del signore di Wassenberg, Teodorico (Gerardus et Gozwinus filius eius [=Theodericum]) e della moglie di cui non conosciamo né il nome né gli ascendenti.

## Biografia
I suoi genitori erano al loro secondo matrimonio:
- suo padre, Gerardo di Wassenberg, in prime nozze, aveva avuto una moglie di cui non si conoscono né il nome né gli ascendenti e dalla quale non aveva avuto discendenza.
- sua madre, Clemenza, in prime nozze, aveva sposato il conte di Lussemburgo e Difensore dell'abbazia di San Massimino di Treviri e dell'abbazia di Stablo, Corrado I, che, secondo la Chronica Albrici Monachi Trium Fontium era figlio del conte di Salm e di Longwy, poi conte di Lussemburgo e difensore dell'abbazia di San Massimino di Treviri e del monastero di San Willibrod di Echternach, Giselberto[7]. Clemenza al primo marito aveva dato sei[8] o sette[9] figli.

Suo padre, Gerardo di Wassenberg, nel 1096 o prima, venne creato conte di Gheldria: il primo documento che attesta l'esistenza della contea è datato 1096, ed è il documento caput LXVII della Opera diplomatica et historica, tomus primus di Auberti Miraei, scritto dalla contessa di Boulogne, Ida di Lorena, figlia di Goffredo il Barbuto e madre di Goffredo di Buglione, che fu controfirmato da Gerardo (Gerardi comitis de Gelre).
Gerardo, viene citato, per la prima volta, nel documento n° 274 del Urkundenbuch für die Geschichte des Niederrheins, Band I, datato 1112, come testimone, assieme al padre (Comes Gerhardus et filius eius Gerhardus), di una donazione fatta dall'arcivescovo di Colonia, Federico I di Schwarzenburg.
Gerardo, viene ancora citato, nel documento n° 288, del Urkundenbuch für die Geschichte des Niederrheins, Band I, datato 1118, come testimone, ancora assieme al padre (Gerardus comes de Wassenberg et filius eius Gerardus).
Non si conosce la data esatta della morte del padre, Gerardo di Wassenberg, per cui, il conte Gerardo (Gerhardus comes de Gelre), sempre come testimone dell'arcivescovo Federico, citato nel documento n° 307 del Urkundenbuch für die Geschichte des Niederrheins, Band I potrebbe essere sia lui che il padre.
Gerardo morì dopo tale data e secondo il Ooorkondenboek der graafschappens Gelre en Zutfen, Eerste gedeelte (non consultato) riporta la morte il 24 ottobre 1131; gli storici hanno sollevato il dubbio che quella data potesse riferirsi al padre, anche lui Gerardo (Gerardo di Wassenberg). Comunque Gerardo, nel 1134 era già morto, come ci viene confermato dalla Historia sive notitia episcopatus Daventriensis, che ci informa di una donazione fatta dalla sua vedova, Ermengarda (Domina Ermengardis comitissa), in suffragio alla sua anima (pro salute animae mariti sui Gerardi).
A Gerardo II succedette il figlio Enrico, come Enrico I, come ci viene confermato dal Kronijk van Arent toe Bocop.

## Matrimonio e discendenza
Secondo il Kronijk van Arent toe Bocop Gerardo aveva sposato, nel 1107, una figlia di Fiorenzo d'Olanda (si tratta di una informazione errata in quanto, in quella data la figlia di Fiorenzo II d'Olanda, non era ancora nata, mentre le figlie di Fiorenzo I d'Olanda, erano già decedute); molto probabilmente si trattava della contessa di Zutphen, Ermengarda di Zutphen, e di questo matrimonio si ha conferma nella Historia sive notitia episcopatus Daventriensis, che ci parla di Ermengarda, vedova di Gerardo, in occasione di una donazione in suffragio dell'anima del marito (pro salute animae mariti sui Gerardi); quello stesso documento ci conferma che Ermengarda era figlia del conte di Zutphen, Ottone II e della moglie Giuditta (domini Ottonis comitis patris sui et matris suæ Judithæ).
Gerardo da Ermengarda ebbe due figli:
- Enrico (1117 - † 1182), conte di Gheldria e conte di Zutphen[15];
- Salomè ( † prima del 1194), citata negli Annales Stadenses, come sorella di Enrico[17], sposata a Enrico I, conte di Wildeshausen, come ci viene confermato dal documento n° 25 del Oldenburgisches Urkundenbuch (1926), Band II[18].

## Ascendenza
|                            |                          |                           | Genitori                       |  |  | Nonni |  |  | Bisnonni        |  |  | Trisnonni |  |
|                            |                          |                           |                                |  |  |       |  |  | Gerardo flamens |  |  | …         |  |
|                            |                          |                           |                                |  |  |       |  |  | Gerardo flamens |  |  | …         |  |
|                            |                          | …                         |                                |  |  |       |  |  | Gerardo flamens |  |  |           |  |
| Teodorico flamens          |                          |                           |                                |  |  |       |  |  | Gerardo flamens |  |  |           |  |
|                            |                          | …                         | …                              |  |  |       |  |  |                 |  |  |           |  |
|                            |                          | …                         | …                              |  |  |       |  |  |                 |  |  |           |  |
|                            |                          | …                         | …                              |  |  |       |  |  |                 |  |  |           |  |
| Gerardo I di Gheldria      |                          | …                         |                                |  |  |       |  |  |                 |  |  |           |  |
|                            |                          | …                         | …                              |  |  |       |  |  |                 |  |  |           |  |
|                            |                          | …                         | …                              |  |  |       |  |  |                 |  |  |           |  |
|                            |                          | …                         | …                              |  |  |       |  |  |                 |  |  |           |  |
| …                          |                          | …                         |                                |  |  |       |  |  |                 |  |  |           |  |
|                            |                          | …                         | …                              |  |  |       |  |  |                 |  |  |           |  |
|                            |                          | …                         | …                              |  |  |       |  |  |                 |  |  |           |  |
|                            |                          | …                         | …                              |  |  |       |  |  |                 |  |  |           |  |
| Gerardo II di Gheldria     |                          | …                         |                                |  |  |       |  |  |                 |  |  |           |  |
|                            | Guglielmo V di Aquitania | Guglielmo IV di Aquitania |                                |  |  |       |  |  |                 |  |  |           |  |
|                            | Guglielmo V di Aquitania | Guglielmo IV di Aquitania |                                |  |  |       |  |  |                 |  |  |           |  |
|                            | Guglielmo V di Aquitania | Emma di Blois             |                                |  |  |       |  |  |                 |  |  |           |  |
| Guglielmo VII di Aquitania | Guglielmo V di Aquitania |                           |                                |  |  |       |  |  |                 |  |  |           |  |
|                            |                          | Agnese di Borgogna        | Ottone I Guglielmo di Borgogna |  |  |       |  |  |                 |  |  |           |  |
|                            |                          | Agnese di Borgogna        | Ottone I Guglielmo di Borgogna |  |  |       |  |  |                 |  |  |           |  |
|                            |                          | Agnese di Borgogna        | Ermentrude di Roucy            |  |  |       |  |  |                 |  |  |           |  |
| Clemenza d'Aquitania       |                          | Agnese di Borgogna        |                                |  |  |       |  |  |                 |  |  |           |  |
|                            |                          | …                         | …                              |  |  |       |  |  |                 |  |  |           |  |
|                            |                          | …                         | …                              |  |  |       |  |  |                 |  |  |           |  |
|                            |                          | …                         | …                              |  |  |       |  |  |                 |  |  |           |  |
| Ermesinda                  |                          | …                         |                                |  |  |       |  |  |                 |  |  |           |  |
|                            |                          | …                         | …                              |  |  |       |  |  |                 |  |  |           |  |
|                            |                          | …                         | …                              |  |  |       |  |  |                 |  |  |           |  |
|                            |                          | …                         | …                              |  |  |       |  |  |                 |  |  |           |  |
|                            |                          | …                         |                                |  |  |       |  |  |                 |  |  |           |  |

### Fonti primarie
- (LA)  Chronicon Santi Maxentii Pictavinis, Chroniques des Eglises d´Anjou.
- (LA)  Oldenburgisches Urkundenbuch (1926), Band II
- (LA)  Monumenta Germaniae Historica, tomus VIII.
- (LA)  Opera diplomatica et historica, tomus primus.
- (LA)  Monumenta Germaniae Historica, tomus XVI.
- (LA)  Monumenta Germaniae Historica, tomus XXIII.
- (LA)  #ES Historia sive notitia Episcopatus Daventriensis.
- (LA)  Urkundenbuch für die Geschichte des Niederrheins, Band I.
- (LA)  Kronijk van Arent toe Bocop.

### Letteratura storiografica
- (FR)  Fabri ´La comtesse Reine´.